# Jeg elskede dig i går
Jeg elskede dig i går (fransk: Le Mépris) er en fransk-italiensk film fra 1963 instrueret af Jean-Luc Godard med Brigitte Bardot og Michel Piccoli i hovedrollerne. Filmen er baseret på romanen af samme navn af Alberto Moravia.

## Handling
Den amerikanske filmproducer Jeremy Prokosch (Jack Palance) får den velanskrevne østrigske instruktør Fritz Lang (spillet af ham selv) til at indspille en film baseret på Homers Odysseen. Prokosch er imidlertid utilfreds med den måde, hvorpå Lang behandler materialet og ansætter nu Paul Javal (Michel Piccoli) til at omskrive manuskriptet. Konflikten mellem det kunstneriske udtryk og de kommercielle interesser kommer til at forløbe parallelt med Pauls pludselige fremmedfølelse over for sin hustru Camille (Brigitte Bardot), som fjerner sig fra Paul, da hun kommer i selskab med Prokosch, der er en rig playboy.

## Medvirkende
- Brigitte Bardot – Camille Javal
- Michel Piccoli – Paul Javal
- Jack Palance – Jeremy Prokosch
- Giorgia Moll – Francesca Vanini
- Fritz Lang – Fritz Lang

## Filmens temaer og referencer
Filmen baserer sig på Moravias roman af samme navn med handlingen om et ægtepar, der gradvis bliver mere og mere fremmede for hinanden. Godard skaber i filmen en parallel til sit privatliv, hvor Paul, Camille og Prokosch dels svarer til Odysseus, Penelope og Poseidon, dels til Godard, hans hustru Anna Karina og en af filmens producere Joseph E. Levine. På et tidspunkt i filmen tager Bardot en mørk paryk på, hvorved hun næsten kommer til at ligne Anna Karina. Derudover kan Piccoli minde lidt om  Bardots tidligere mand, Roger Vadim.
Undervejs i filmen oplever man en diskussion om Dantes Den guddommelige komedie, specielt canto XXVI af Inferno om Odysseus' sidste fatale rejse hinsides Herkules' Søjler, samt om Friedrich Hölderlins digt "Dichterberuf" ("Poetens kald"). 

## Filmens tilblivelse
Produceren Carlo Ponti var interesseret i et samarbejde med Godard, og denne foreslog en filmatisering af Moravias roman med Kim Novak og Frank Sinatra i hovedrollerne, men de afslog. Ponti foreslog i stedet Sophia Loren og Marcello Mastroianni, men det var Godard ikke interesseret i. Til slut valgte man Bardot, idet produceren insisterede på, at det ville være godt for indtjeningen, hvis man viste Bardots berømte sensuelle krop. 
Som en kommentar til dette lavede Godard filmens indledning som en parodi på filmbranchens grådighed ved at vise lidt nøgenhed. Scenen blev indspillet, efter at Godard ellers anså filmen for at være færdig, fordi den amerikanske co-producer insisterede på at vise en nøgen Bardot. I filmen ser man Godard selv spille Fritz Langs assistent, der på sin karakteristiske vis får Lang til at forklare mange af Godards egne teorier og holdninger fra den ny bølge. Godard ansatte endvidere to ellers glemte filminstruktører fra den ny bølge, Luc Moullet og Jacques Rozier til filmen: Man ser undervejs Bardot læse i en bog om Fritz Lang skrevet af Moullet, og Rozier lavede en kort dokumentarfilm om optagelserne af Jeg elskede dig i går med titlen Le Parti Des Choses. 
Filmen foregår i og blev optaget i Italien, dels i Cinecittà i Rom, dels i villaen Casa Malaparte på Capri. I en af filmens kendte scener ser man Bardot og Piccoli gå frem og tilbage i villaen, mens de skiftevis skændes og forsones. Scenen er optaget som en udvidet serie af optagelser fra kamera på dolly med naturlig lyssætning og i næsten realtid. 

## Versioner
Filmen kom i tre forskellige udgaver: Fransk, italiensk og amerikansk. Den franske udgave er flersproget, hvor der tales både fransk, engelsk, italiensk og tysk, mens de to øvrige udgaver var eftersynkroniseret til deres egne sprog. Klipningen af de tre versioner er også forskellig, idet den franske og den amerikanske kun har meget små forskelle, mens den italienske version er omkring tyve minutter kortere. Desuden har den italienske udgave erstattet George Delerues musik med en helt anden type musik i form af ukontroversiel jazz skrevet af Piero Piccioni.

## Modtagelse
Filmen er ikke blandt de første, der fremhæves i Godards produktion, men den har dog fået nogle pæne kommentarer, fx Edward Buscombes vurdering: "En intelligent og elegant film med en chokerende slutning". samt Colin MacCabes "the greatest work of art produced in post-war Europe".